# Auto battler

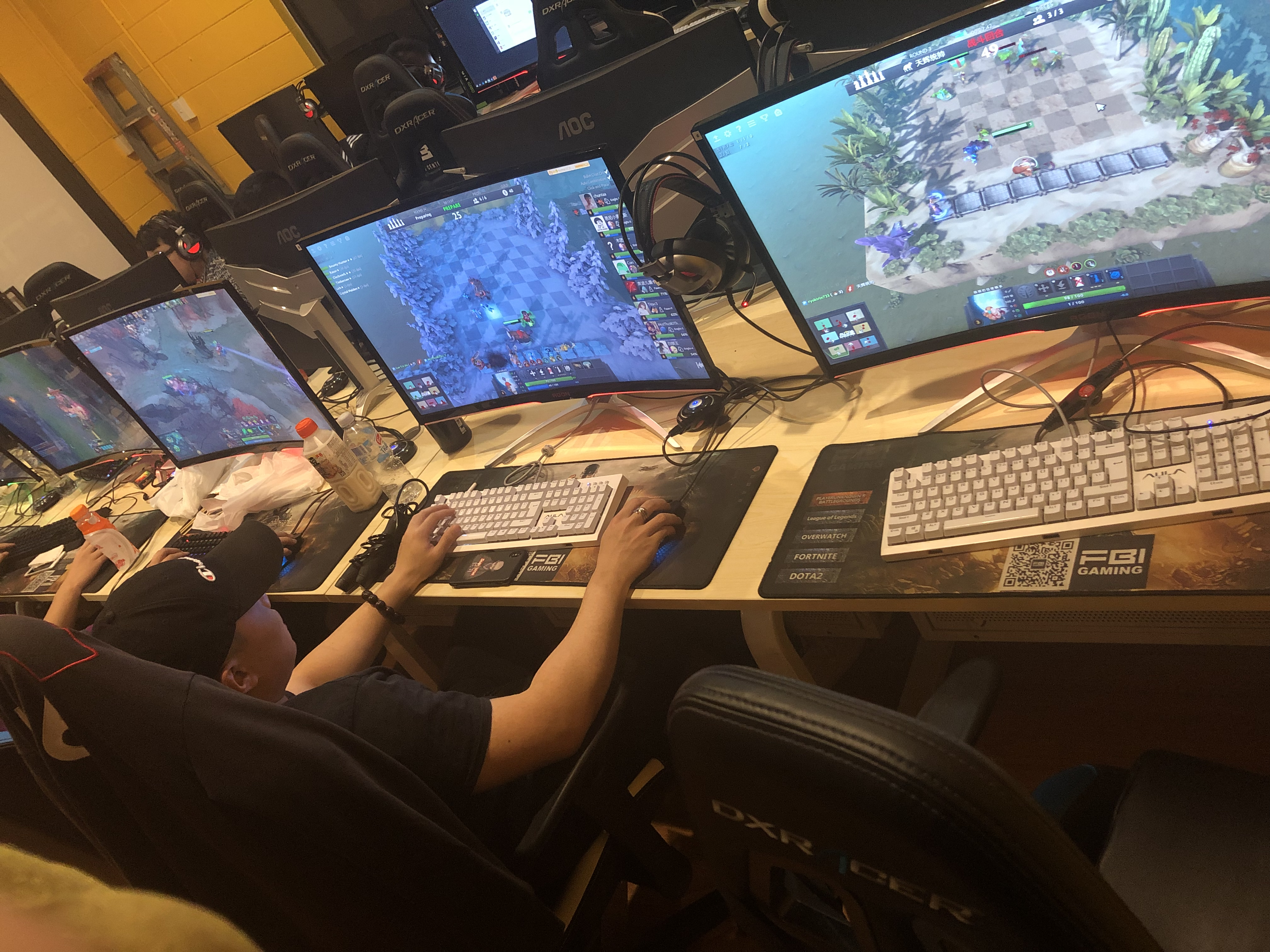
Personnes jouant à Dota Auto Chess dans un café internet.

Un auto battler, également connu sous le nom auto chess, est un sous-genre de jeux vidéo de stratégie qui comporte généralement des élements similaire au jeu d'échecs. Les joueurs placent des personnages sur un champ de bataille en forme de grille pendant une phase de préparation, puis les personnages combattent ensuite les personnages de l'équipe adverse de façon automatique sans action réalisée par le joueur. Le genre a été popularisé par Dota Auto Chess au début de 2019 et a vu d'autres jeux du genre sortir peu de temps après par des studios plus établis, tels que Teamfight Tactics, Dota Underlords et Hearthstone's Battlegrounds.

## Caractéristiques du genre
Les auto battler mettent généralement en scène plusieurs joueurs qui s'affrontent en tant qu'individus, comme dans un battle royale. Chaque joueur aligne une équipe d'unités, parfois appelées sbires ou minions, le joueur étant chargé de constituer l'équipe la plus forte possible. 
Une fois que chaque joueur a sélectionné certaines unités initiales, les joueurs sont jumelés au hasard pour une série de batailles en un contre un. En combat, les deux joueurs positionnent leurs unités sur le plateau et celles-ci s'affrontent ensuite automatiquement, généralement sans intervention directe du joueur. Lorsqu'une équipe est complètement vaincue, aucune des unités de ce joueur ne pouvant continuer à se battre, le perdant subit une pénalité à ses points de vie et le jeu passe à la phase suivante,. La dimension laissée à l'aléatoire est généralement réduite au minimum afin que le jeu soit compétitif.
Après la phase de combat, au début de chaque tour, les joueurs achètent des unités, qui peuvent être combinées pour créer des versions plus puissantes des mêmes unités. Les unités peuvent être divisées en plusieurs catégories, avec des bonus de combat accordés si plusieurs unités du même type sont présentes. Si un joueur perd tous ses points de vie, il est éliminé du match.

## Histoire
Les racines du genre remontent à "Pokémon Defense", un mod de tower defense du jeu Warcraft III. Cependant, le codificateur du genre est Dota Auto Chess, un mode de jeu personnalisé pour Dota 2  publié par le groupe de développeurs chinois Drodo Studio en janvier 2019,. La popularité du mod, avec plus de huit millions de joueurs en mai 2019, conduit à la prolifération du genre après que le gameplay unique de "Pokemon Defense" et d'autres cartes personnalisées de Warcraft III aient été largement oubliés,. 
Les premiers jeux à part entière du genre sont initialement développés en tant que modes de jeu pour des jeux vidéo déjà établis, tels que Teamfight Tactics de Riot Games, situé dans l'univers de leur jeu MOBA League of Legends ; le jeu sort en juin et atteint plus de 30 millions de joueurs en septembre 2019,,. Plus tard en 2019, Drodo Studio et Valve développent leurs propres versions autonomes, Auto Chess et Dota Underlords, respectivement,. En novembre 2019, Blizzard Entertainment présente sa propre version du genre, Battlegrounds, dans son jeu de cartes Hearthstone,.
En septembre 2020 se tient les premiers championnats du monde de Teamfight Tactics.